# Plankeveldmolen
De Plankeveldmolen (ook wel Spijtmolen genoemd) is een voormalige stenen windmolen op het Plankeveld in de Vlaamse Ardennen in Sint-Maria-Horebeke in de Oost-Vlaamse gemeente Horebeke. De molen stond al op de Ferrariskaart en op een kaart uit 1789. De grondzeiler omvatte sinds 1925 een elektrische maalderij. In 1952 werden de kap en het gevlucht weggenomen; enkel de romp bleef over. In 1990 werd het metselwerk gerestaureerd en sinds 2016 is de molenromp een woning.